# Cooper T86
Chronologie des modèles (1967 - 1968 - 1969)
Cooper T81 Aucun
La Cooper T86 est une monoplace de Formule 1 engagée en 1967 et pilotée tout d'abord par Jochen Rindt pour le compte de l'écurie officielle Cooper Car Company. La voiture fut également utilisée par l'usine en 1968, puis par l'écurie Colin Crabbe Antique Automobiles en 1969.

## Historique
Équipée de l'évolution 36 soupapes du moteur V12 Maserati (type 10/F1), la T86, conçue sous la direction de l'ingénieur Derrick White, fait sa première apparition officielle à Silverstone, à l'occasion du Grand Prix de Grande-Bretagne 1967. Elle est alors confiée à Jochen Rindt qui, aux essais, se montre légèrement plus rapide que son coéquipier Pedro Rodríguez, qui dispose toujours de l'ancien modèle T81 (plus lourd et moins puissant), les deux pilotes se qualifiants respectivement huitième et neuvième. En course, Rindt ne fut jamais dans le coup et effectua trois arrêts au stand à cause d'un trop plein d'huile se déversant sur les sorties d'échappement et renonça rapidement, moteur cassé. Pour le Grand Prix suivant, au Nürburgring, Rindt privilégia son ancienne T81B, plus homogène dans son comportement, mais un moteur cassé le contraignit à utiliser la T86 en course. C'est cette fois un bris de direction qui entraîna son abandon, au quatrième tour. La T86 ne fut pas retenue pour le Grand Prix du Canada et fit sa réapparition à Monza, toujours aux mains de Rindt. Une bavette aérodynamique a été greffée sur le capot avant. Parti en milieu de grille, Rindt parviendra à se classer quatrième de cette épreuve. Ce sera le meilleur résultat de cette voiture. Confiée à Jacky Ickx pour le Grand Prix des États-Unis, elle n'ira pas au delà de la mi-course, le V12 Maserati ayant une nouvelle fois lâché. Une dernière fois utilisée par l'usine à l'occasion de la manche inaugurale de la saison 1968, en Afrique du Sud, elle ne fit que quelques tours en course aux mains de Ludovico Scarfiotti avant qu'une durit ne cède. Ce premier châssis T86 fut ensuite vendu au pilote américain Tom Jones, qui la céda l'année suivante au mécène Colin Crabbe, Vic Elford se classant notamment septième du Grand Prix de Monaco 1969 à son volant.
Au début de l'année 1968, écœurés par la fiabilité désastreuse du V12 Maserati, John Cooper et son directeur sportif Roy Salvadori signèrent un accord avec BRM pour la fourniture de son dernier V12 de Formule 1 (type P101). La T86 évolua en T86B pour recevoir cette mécanique, un peu moins puissante (380 chevaux), mais jugée plus fiable et plus souple d'utilisation. Derrick White en avait commencé l'étude mais il démissionna peu après et la réalisation fut supervisée par son ancien adjoint, Tony Robinson. Les deux premiers châssis T86B apparurent à Jarama ; bien que surclassées par leur rivales, les deux Cooper bénéficièrent des nombreux abandons er terminèrent troisième Brian Redman et quatrième (Ludovico Scarfiotti) de l'épreuve espagnole. La performance fut renouvelée à Monaco, Lucien Bianchi ayant pris ce jour-là la place de Redman, retenu pour les 1000 km de Spa. La disparition tragique de Scarfiotti lors des entraînements de la course de côte du Rossfeld affecta beaucoup l'équipe, qui fut également durement touchée à Francorchamps, un triangle de suspension cassé sur la T86B de Redman provoquant une violente sortie de route le jour de la course, mettant fin à la saison du pilote britannique, sérieusement blessé. Vic Elford fut alors appelé à seconder Bianchi. Pour sa première course sur la T86B, l'éclectique pilote anglais se classa quatrième au Grand Prix de France. L'année se termina cependant sans résultat notable, hormis la cinquième place d'Elford au Canada. Pour 1969 se profilait un projet avec moteur V8 Alfa Romeo, devant équiper la T86C dont un exemplaire (alors équipé d'un V8 2,5 litres d'Alfa Romeo T33) avait été testé par Lucien Bianchi en mai 1968, sur le circuit de Silverstone. Mais les accords financiers avec BMC ne furent pas reconduits lors de sa fusion avec Leyland Motors et Cooper se retrouva sans partenaire commercial, mettant alors fin à son activité en F1.